# Lucius Mamilius Vitulus
Lucius Mamilius Vitulus est un homme politique romain du IIIe siècle av. J.-C.
Il est membre de la gens plébéienne Mamilia (en) qui, selon la tradition, serait originaire de la famille princière de Tusculum et descendrait de Télégonos (fils d'Ulysse et de Circé), fondateur mythique de la ville.
En 265 av. J.-C., il est élu consul avec Quintus Fabius Maximus Gurges (de),. C'est le premier membre de sa famille à l'être.
Son frère, Quintus Mamilius Vitulus, est consul en 262 av. J.-C..